# اگنار (کلرادو)
اگنار (به انگلیسی: Egnar) یک منطقهٔ مسکونی در ایالات متحده آمریکا است که در شهرستان سن میگل، کلرادو واقع شده‌است. اگنار ۲٬۲۳۴ متر بالاتر از سطح دریا واقع شده‌است.